# Ташчян, Сепух Варданович
Сепух Варданович Ташчян (арм. Սեպուհ Վարդանի Թաշճեան, 11 октября 1935, Иерусалим) — армянский государственный деятель. Гражданин США.
- 1960—1966 — учился в университете Южной Калифорнии на факультете «электромеханики и атомной энергетики». Магистр энергетики.
- 1966—1971 — факультет торговли и экономики Университета штата Калифорния . Магистр экономики.
- 1966—1971 — работал главным инженером на предприятии «Бектель».
- 1971—1992 — директор предприятия «Эдисон». Автор научных работ по экономике и атомной энергетике. Профессиональный инженер.
- 1992—1993 — был министром энергетики и топлива Армении.
- 1993—1995 — был государственным министром Армении.
- В 1998 — уехал в США.